# Karschia tibetana
Espèce
Karschia tibetana est une espèce de solifuges de la famille des Karschiidae.

## Distribution
Cette espèce est endémique du Tibet en Chine. Elle se rencontre vers Gyantsé.

## Description
Le mâle mesure 19 mm et la femelle 24 mm.

## Étymologie
Son nom d'espèce lui a été donné en référence au lieu de sa découverte, le Tibet.

## Publication originale
- Hirst, 1907 : On a new species of Karschia from Tibet. Annals and Magazine of Natural History, sér. 7, vol. 19, p. 322–324 (texte intégral).